# KAZUYOSHI SAITO LIVE TOUR 2014"RUMBLE HORSES" Live at ZEPP TOKYO 2014.12.12
『KAZUYOSHI SAITO LIVE TOUR 2014"RUMBLE HORSES" Live at ZEPP TOKYO 2014.12.12 』（カズヨシ・サイトウ・ライブツアー2014 "ランブル・ホウスィーズ" ライブ・アット・ゼップ・トウキョウ2014.12.12.）は斉藤和義7枚目のライブ・アルバム。
2015年3月18日発売。発売元はSPEEDSTAR RECORDS。
規格品番：VICL-64380/1（4大特典付初回盤はVIZL-982）。

## 解説
2014年12月12日、ZEPP TOKYOで開催されたライブ・ツアー「KAZUYOSHI SAITO LIVE TOUR 2014"RUMBLE HORSES"」公演の模様を録音したCD2枚組（通常盤：全20曲、初回限定盤:全24曲）のライブ・アルバム。配信限定未発表曲「ワンダーランド」（NHK『ライドライドライド』主題歌）収録。
初回限定盤はボーナストラック4曲・大判ブックケース仕様・大型ライブ写真集封入・Blu-ray&DVDとの連動応募特典封入。
同日、本作の映像作品がBlu-rayとDVDで発売された。

## 収録曲
全曲　作詞・作曲・編曲：斉藤和義
Disc.1
1. I Love Me　（04:33）
2. 透明の翼　（04:43）
3. CAT STYLE　（04:29）
4. ハックルベリー・フィン　（06:26）
5. 野良猫のうた　（03:28）
6. 喜びの唄　（06:15）
7. アメリカ　（05:26）
8. この古着は誰が着ていたんだろう　（03:53）
9. ニューヨーク　（07:02）
10. 新宿ララバイ　（05:18）
11. 名前を呼んで　（07:42）
12. わすれもの　（07:39）
13. Are you ready?　（06:44）

Disc.2
- （8～11：初回限定盤のみ収録）

1. やさしくなりたい　（06:12）
2. Would you join me?　（05:55）
3. ベリー ベリー ストロング ～アイネクライネ～　（07:26）
4. Hello! Everybody!　（08:43）
5. 幸福な朝食 退屈な夕食　（07:13）
6. ワンダーランド　（04:13）
7. ずっと好きだった　（05:48）
8. イレズミ　（Live at ZEPP TOKYO 2014.12.11）　（05:55）
9. 劇的な瞬間　（Official Bootleg ver. Live at ZEPP NAGOYA 2014.12.22）(Bass:奥田民生)[8]　（04:24）
10. ずっと好きだった　（Official Bootleg ver. Live at BLUE LIVE 2014.11.30）　（06:16）
11. Endless　（Official Bootleg ver. Rehearsal Take）　（04:34）